# Numerikus képességek autizmusspektrum-zavarban
Az autizmusspektrum-zavar egy neurokognitív fejlődési zavar, sajátos kognitív és viselkedéses profillal, de nagy változatossággal. Habár a matematikai képességek jellemzésével kevés tanulmány foglalkozik autizmusspektrum-zavarban, e tekintetében is megfigyelhető ez a fajta heterogenitás a nehézségektől a kiemelkedő matematikai képességekig.

## Matematikai képességek a kognitív profilban
A kutatások többsége a populáció magasan funkcionáló részét vizsgálja a matematikai képességek kapcsán (70 IQ pont feletti intelligenciájú, jó verbalitású személyek). A létező tanulmányok alapján két ellentétes nézőpont emelkedik ki. Az anekdotikus és leíró vizsgálatok erős matematikai képességről számolnak be a tipikusan fejlődő kortársakkal való összehasonlítás alapján. Míg az empirikus, csoport-összehasonlítást alkalmazó tanulmányok heterogén eredményeket mutatnak matematikai képességek területén az autizmusspektrum-zavarral élő gyermekeknél. A csoporton belüli összehasonlító vizsgálatok különböző matematikai képességmintázatokat írnak le az autizmusspektrum-zavarral élő személyeknél. Hsu-Min Chiang és Yueh-Sin Lin áttekintő elemzésükben azt találták, hogy az Asperger szindrómával élő, illetve magasan funkcionáló, autizmussal élő személyek (1) többsége átlagos matematikai képességgel rendelkezik, (2) nagy hányaduk rendelkezik valamilyen nehézséggel a matematika terén, ami azonban nem éri el a klinikai szempontból releváns szintet, valamint (3) a személyeknek csak kis hányada rendelkezik matematikai tehetséggel.
A kutatások egy része azzal foglalkozik, hogy az általános kognitív profilhoz viszonyítva, hogy jellemezhetők az autizmusspektrum-zavarral élő személyek matematikai képességei. Catherine R. G. Jones és munkatársai magasan funkcionáló autizmussal élő személyek százfős mintájának intelligenciaprofilját elemezve azt találta, hogy a személyek 16,2 százaléka az általános intellektuális képességszintjéhez képest szignifikánsan magasabban teljesített a matematikai képességek területén. Míg 6,1 százaléknál a teljesítmény jelentősen elmaradt az általános intellektuális képességekhez képest. Hasonlóan heterogén teljesítményt találtak az olvasási képesség területén is. A magasan teljesítők csoportjánál azonban a numerikus műveletekben elért pontszám szignifikánsan magasabb volt a matematikai érvelési feladatokhoz képest, mely alapján elmondható, hogy a nyelvi képességet, változatos és konceptuális megközelítést igénylő feladatok esetén ez a magasabb szintű matematikai teljesítmény nem jelenik meg. E két alcsoportban jellemző volt, hogy jobb performációs teljesítményt értek el a verbális képességekkel összehasonlítva. Ezzel összhangban Teresa Iuculano és munkatársai által végzett vizsgálatban a magasan funkcionáló autizmussal élő személyek jobb teljesítményt értek el a numerikus műveleteket mérő feladatokban, mint a nyelvi alapú matematikai érvelést mérőkben. Ez a különbség nemben, életkorban és intelligenciaszintben illesztett tipikusan fejlődő kontrollcsoporttal összehasonlításban is megjelent. Valamint egyszerű összeadás feladatok és szám tény előhívás során mért agyi aktivitásuk is eltérő mintázatot mutatott a tipikusan fejlődő kontrollcsoporttal összehasonlítva, mely eltérő feldolgozási folyamatokra utal az autizmussal élő személyeknél.

## Korai numerikus képességek és az iskolai matematikai teljesítmény
Kevés longitudinális tanulmány vizsgálja a matematikai képességek fejlődési görbéjét autizmussal élő gyermekeknél. Xin Wei és munkatársai 130, 6-9 év közötti, autizmussal élő gyermeket vizsgáltak három hullámban, három egymást követő tanévben, akikkel matematika és olvasás tesztet töltettek ki, valamint felmérték adaptív funkcionálási szintjüket, társas és társalgási készségeiket, valamint demográfiai változókat. Teljesítményeik alapján négy csoportra osztották a mintát: (1) magasabban teljesítők (38,5%; minden területen átlagosan teljesítmény), (2) hiperlexiások (9,2%, az olvasás területén átlag feletti teljesítmény, alacsony átlagos teljesítmény a többi képességterületen), (3) hiperkalkuliások (20%, átlagos teljesítmény a számolás területén, alacsony átlagos teljesítmény a többi képességterületen), (4) alacsonyan teljesítők (32,3%; minden területen átlag alatti teljesítmény). A vizsgált csoportok közül a hiperkalkuliás csoport a nemzeti átlag körül teljesített a számolást mérő feladatokban, de egy szórással alacsonyabban az olvasási képességeket mérő teszteken. Az idő előrehaladtával a hiperkalkuliás csoport elvesztette előnyét a számolási képességek terén. Ezzel szemben az alacsonyan teljesítő csoport mind az olvasási, mind a számolási képességek terén az első és harmadik hullám között nagyobb ütemű fejlődést mutatott, mint a hiplerexiás vagy a hiperkalkuliás csoport. Daisy Titeca és munkatársai Jordan és Levine által azonosított öt korai numerikus kompetencia (1. verbális szubitizáció: gyors, automatikus, pontos becslése kis mennyiségeknek; 2. számolási képességek, 3. mennyiség összehasonlítás, 4. becslés, és 5. aritmetikai műveletek) prediktív értékét vizsgálták a matematika négy területén: (1) procedurális számolás, (2) szám tény előhívás, (3) szöveges feladatok, (4) idővel összekötött kompetenciák. Magasan funkcionáló, autizmussal élő és tipikus fejlődésű gyermekeket mértek fel óvodáskorban és első osztályban. Az óvodáskorú gyermekek esetén nem mutatkozott csoportok közötti különbség a teljesítményekben, ami hasonló korai szám feldolgozásra utal a két csoportban. Míg első osztályban az autizmussal élő gyermekek alacsonyabb teljesítményt mutattak a szám visszahívás és a szöveges feladatokban, azonban a teljesítményük a teszt normáihoz viszonyítva az átlagos teljesítmény övezetében helyezkedett el. Mikor az első osztályos matematika teljesítményt jelezték előre, az autizmussal élő gyermekeknél a verbális szubitizáció és a számolás fontos előrejelző faktornak tűnt. A verbális szubitizációnak magasabb bejósló értéke volt az autizmussal élő gyermekek esetén, mint a tipikus fejlődésűeknél, valamint jó előrejelzője volt a procedurális számolásnak, a szám tény előhívásnak, szöveges feladatokban nyújtott teljesítménynek. A számolás képesség szintén prediktívnek bizonyult a procedurális számolásnál, de kevésbé a szám tény előhívásnál. A számolás képesség a tipikusan fejlődő gyermekeknél erősebb bejósló értékkel bírt. Az eredmények alapján Titeca és munkatársai arra hívják fel a figyelmet, hogyha óvodáskorban próbáljuk bejósolni az első osztályos matematikai képességeket magasan funkcionáló autizmussal élő gyermekeknél, akkor a verbális szubitizációt és számolási képességet mérő feladatoknak fontos szerepe lehet ebben. Későbbi életkori teljesítménnyel kapcsolatban még további kutatásokra lenne szükség.

## Hiperkalkulia
A hiperkalkulia az egyén általános intellektuális képességeit meghaladó aritmetikai képesség, mely gyakran az intelligenciaprofilban átlagos vagy átlag feletti matematikai képességet jelent a többi kognitív képességterülethez képest. Nem jól definiált fogalom. Azonban a létező hiperlexia, diszlexia és diszkalkulia fogalmakból kiindulva több tanulmányban is megjelenik a hiperkalkulia kifejezés a jelenség leírására. Ide tartozhat még a számokhoz kötődő Savant-szindróma is, mely során e képességek szétválnak az általános aritmetikai képességektől, ilyenek például a naptárszámítás, villámszámolás vagy a prímszámok számításának képessége. E matematikai savant képességekkel rendelkező személyek teljesítménye a Wechsler típusú intelligenciatesztek számolási altesztjeinek pontszámaiban egy szórással elmaradtak az átlagtól, mely alapján arra következtettek, hogy a matematikai savant képességek kiemelkednek az általános matematikai képességek közül.